# 比丘

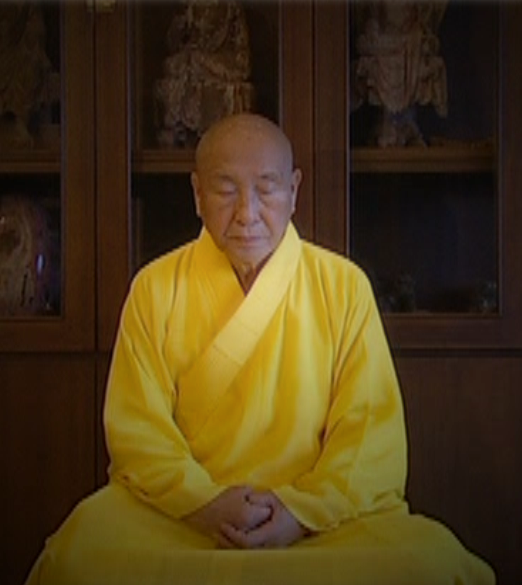
惟覺老和尚

比丘（羅馬化：bhikṣu），佛教術語，又譯為苾芻（「芻」或作「蒭」），舊譯除饉、除士、除饉士、除饉男，有「怖魔、乞士、淨命、淨持戒、破惡」之多種含意，故通常不意譯，隨音翻作比丘、苾芻。
佛教受具足戒之後的男性出家眾，稱為比丘。對應的女性出家眾稱為比丘尼，比丘與比丘尼合稱出家二眾，為佛教四眾、五眾或七眾之一。漢語通常是以和尚作為比丘的通稱，師父則是不分比丘、比丘尼都可通用。

## 名稱
在古梵文與巴利文中，比丘的字面意義，是乞食者 (化緣)，或是需要接受佈施的人。其義有五種，其中“破惡（破煩惱）、怖魔、乞士”稱為“比丘三義”，另兩個意思是指“出家人”和“淨持戒在佛陀时代，出家人以解脫為志，專職從事心靈解脫，不事劳作，不作炊饮，以乞食为生，但佛陀戒律亦規定乞不過七家，“上從如來乞法以練神，下就俗人乞食以資身”，一心只為了修法證法解脫三界束縛。

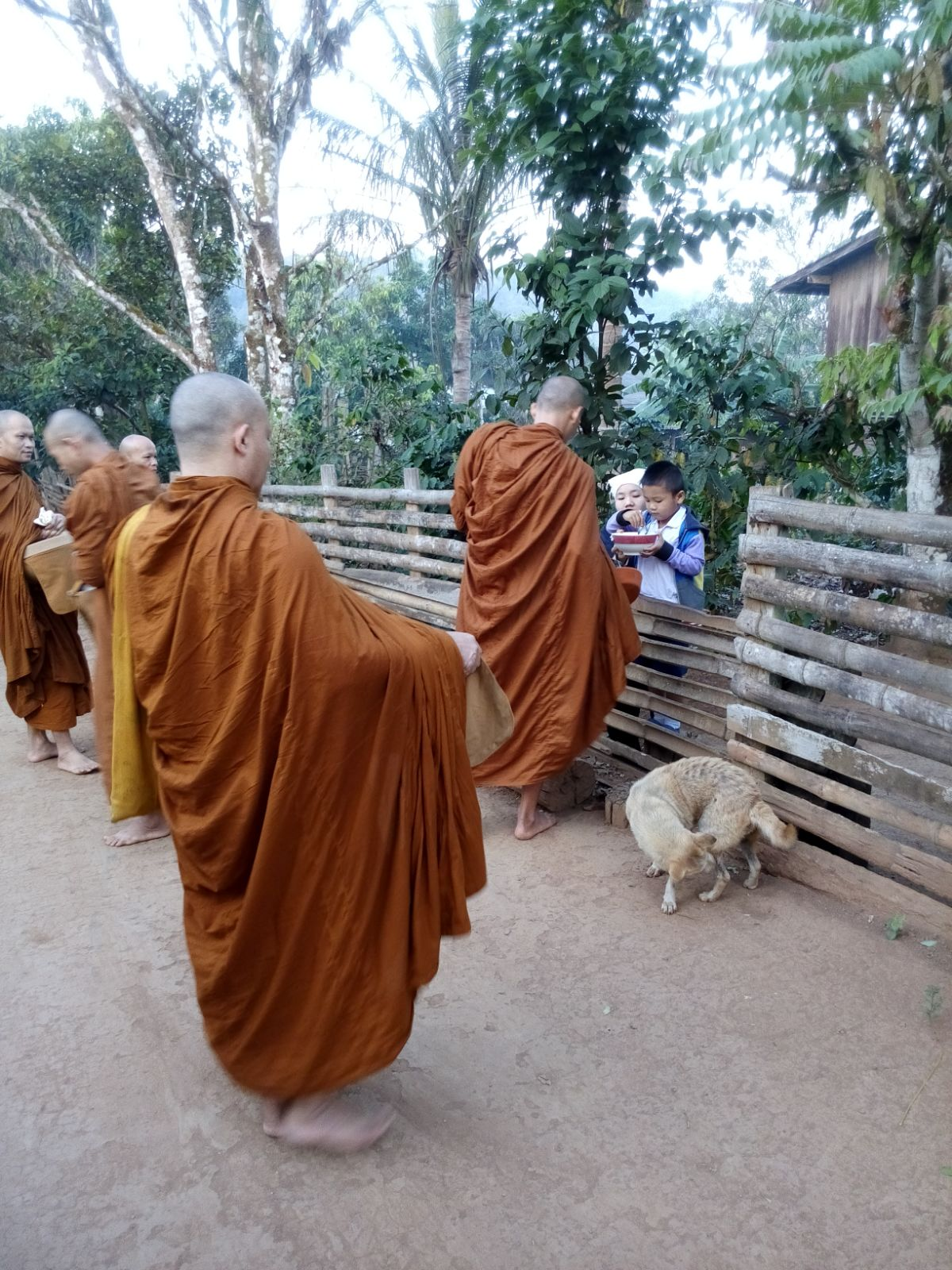
泰国的比丘在山中托钵

《巴利律藏》將比丘分類成數種，「乞食名比丘，持缽行乞為比丘，穿破衣為比丘，有名無實的比丘，假冒的比丘，一來的比丘，三皈依受戒的比丘，聖賢的比丘，本質是比丘，有學的比丘，無學的比丘，依和合僧，白四羯摩，無異議通過受具，即此處所謂的比丘。」
因未滿二十歲而未受具足戒的男性佛教僧侶稱為沙彌，只需受十戒；但在滿二十歲受具足戒之後，南傳上座部律要遵守二百二十七條比丘戒，法藏部律要遵守二百五十條比丘戒，藏傳根本說一切有部律是兩百六十二條。

## 歷史
佛教僧團中，最初的比丘眾，為五比丘。
西游记亦有比丘国。